# Lacaune (Tarn)
Lacaune [la.ko.n] (en occitan La Cauna [la 'kaw.no̞])  est une commune française située dans l'est du département du Tarn, en région Occitanie. Sur le plan historique et culturel, la commune est dans le Lacaunais, un ensemble de plateaux où l'élevage de brebis laitières est prépondérant.
Exposée à un climat de montagne, elle est drainée par le Gijou, le Toudoure, le Ruisseau de Falcou, le Ruisseau de Gijoussel, le Ruisseau de Vernoubre, le Rieufrech, la rivière Caunaise, le ruisseau de la Grande Vergne, le ruisseau de Peyre Male, le ruisseau de Ramières et par divers autres petits cours d'eau. Incluse dans le parc naturel régional du Haut-Languedoc, la commune possède un patrimoine naturel remarquable : trois sites Natura 2000 (les « tourbières du Margnès », « le Montalet » et Les « vallées du Tarn, de l'Aveyron, du Viaur, de l'Agout et du Gijou »), deux espaces protégés (le « tourbière de la Jasse de Martinou » et le « tourbière de Piquotalen ») et treize zones naturelles d'intérêt écologique, faunistique et floristique.
Lacaune est une commune rurale qui compte 2 469 habitants en 2022. Elle est dans l'unité urbaine de Lacaune et fait partie de l'aire d'attraction de Lacaune. Ses habitants sont appelés les Lacaunais ou  Lacaunaises.

## Géographie

### Localisation
La commune est située dans l'est du département du Tarn. Elle est limitrophe de l'Aveyron et de l'Hérault.

### Communes limitrophes
Les communes limitrophes sont  Fontrieu, Gijounet, La Salvetat-sur-Agout, Lacapelle-Escroux, Lamontélarié, Moulin-Mage, Murasson, Murat-sur-Vèbre, Nages, Saint-Sever-du-Moustier et Viane.
| Escroux, Viane         | Saint-Sever-du-Moustier (Aveyron) | Murasson (Aveyron), Moulin-Mage |
| Gijounet               | Lacaune                           | Murat-sur-Vèbre                 |
| Fontrieu, Lamontélarié | La Salvetat-sur-Agout (Hérault)   | Nages                           |

### Lieux-dits et écarts (masatgesenoccitan)
- Adrech d'Empanse (l') ;
- Adrech d'Escoubilhac (l') ;
- Ayguebelle ;
- Barraque de Famiac (la) ;
- Barraque des Fournials (la) ;
- Basse Vergne ;
- Bechet ;
- Belair ;
- Bernique ;
- Biarnès (le) ;
- Bonbidou ;
- Borie neuve (la) ;
- Bourrel ;
- Boussou ;
- Cabane Crémade (la) ;
- Cabane de Sagnaussels (la) ;
- Cabannes du Landas ;
- Calmejeanne ;
- Calmels ;
- Caminière (la) ;
- Camp Castel ;
- Cannac ;
- Carausse ;
- Caussade ;
- Col ;
- Colombiere (la) ;
- Combe de Farayruc (la) ;
- Combe d'Escande (la) ;
- Combe d'Escoubilhac (la) ;
- Constanci ;
- Coudercarié (la) ;
- Couloubrac ;
- Couloubrac le Bas ;
- Couloubrac le Haut ;
- Dévès (le) ;
- Embuel ;
- Empanse ;
- Envide ;
- Escande ;
- Escoubilhac ;
- Farrayruc ;
- Farret ;
- Faubourg du Barry ;
- Fauroullan ;
- Font de Viala ;
- Fontbesses ;
- Fontbonne ;
- Fontfranque ;
- Fontréal ;
- Founlaourado ;
- Fournié ;
- Frescaty ;
- Gandilhou ;
- Gay ;
- Gazardet ;
- Goudou ;
- Gourdy ;
- Gourp (le) ;
- Gourp fumant (le) ;
- Grange de Sagnens (la) ;
- Grange Escoubillac (la) ;
- Grange Sagnens (la) ;
- Granisse ;
- Grenouillères ;
- Haute Vergne ;
- Issartoux (les) ;
- Jammary ;
- Jasse de Garric (la) ;
- Jasse de Gay (la) ;
- Jasse de Martinou (la) ;
- Jasse d'Envide (la) ;
- Lacaune ;
- Lacoste ;
- Lagarrigue ;
- Lagrave ;
- Landas (le) ;
- Laucate ;
- Lauzié (le) ;
- Lembas ;
- Lugan ;
- Maresque (la) ;
- Maresquié ;
- Martinou ;
- Mauzabre ;
- Mélague ;
- Métairie Basse (la) ;
- Métairie de Barthès (la) ;
- Métairie Neuve (la) ;
- Milhau ;
- Montalet ;
- Montfrech ;
- Montgros ;
- Moulin de Bernique ;
- Moulin de Col ;
- Moulin de Ferret ;
- Moulin de Gay ;
- Moulin de la Trompe ;
- Moulin de Lagrave ;
- Moulin de Lembas ;
- Moulin de Marty ;
- Moulin de Naubert ;
- Moulin de Sénilhe ;
- Moulin de Taurines ;
- Moulin d'Empanse ;
- Moulin paradou ;
- Moulinas (le) ;
- Mourel de Gay ;
- Nadalle (la) ;
- Naubert ;
- Ouradou (l') ;
- Oustalou (l') ;
- Pansieres Basses (les) ;
- Pansières Hautes (les) ;
- Peyruc ;
- Pin Blanc ;
- Pintou ;
- Pioch (le) ;
- Piquetalen ;
- Plo de Pinel ;
- Poncy ;
- Pont de Larroque (le) ;
- Pont de Lunès (le) ;
- Poutras ;
- Prade (la) ;
- Prat Long ;
- Prat Merly ;
- Rec de Garric (le) ;
- Rec de Lacoste (le) ;
- Rec de l'Estang (le) ;
- Rec de Malamort (le) ;
- Rec de Montalet (le) ;
- Rec de Nore (le) ;
- Rec d'Envide (le) ;
- Redondel ;
- Rieucousinié ;
- Rieufrech ;
- Rivayrolle (la) ;
- Roqueplane ;
- Roucayrol ;
- Rouquis ;
- Sagnaussel ;
- Sagne Blanque (la) ;
- Sagne de Gay (la) ;
- Sagne de la Vernède (la) ;
- Sagne du Loup (la) ;
- Sagne le Sarrazou (la) ;
- Sagne Longue (la) ;
- Sagnens ;
- Sahuc (le) ;
- Sainte Croix ;
- Sarrazou ;
- Saut (le) ;
- Scié ;
- Seguier ;
- Taurines ;
- Thioys (le) ;
- Traverse (la) ;
- Tremoulines ;
- Trivalle (la) ;
- Vernède (la) ;
- Vidals (les) ;
- Vié.

### Géologie et relief
Commune du Massif central située dans les monts de Lacaune, dans une cuvette topographique entre 7 monts, à 800 mètres d'altitude. Elle fait partie du parc naturel régional du Haut-Languedoc et en raison de son altitude, elle est classée en zone de montagne.

### Hydrographie
La commune est dans le bassin de la Garonne, au sein du bassin hydrographique Adour-Garonne. Elle est drainée par le Gijou, le Toudoure, le ruisseau de Falcou, le ruisseau de Gijoussel, le ruisseau de Vernoubre, le Rieufrech, Rivière Caunaise, le ruisseau de la Grande Vergne, le ruisseau de Peyre Male, le ruisseau de Ramières, un bras de la Rivière Caunaise, un bras de la Rivière Caunaise, un bras du Gijou, un bras du Gijou, et par divers petits cours d'eau, qui constituent un réseau hydrographique de 85 km de longueur totale,.
Le Gijou, d'une longueur totale de 50 km, prend sa source dans la commune et s'écoule d'est en ouest. Il traverse la commune et se jette dans l'Agout à Vabre, après avoir traversé 6 communes.
Le Toudoure, d'une longueur totale de 14,6 km, prend sa source dans la commune et s'écoule vers le nord. Il traverse la commune et se jette dans le Rance à Combret, après avoir traversé 5 communes.
Le ruisseau de Falcou, d'une longueur totale de 10,4 km, prend sa source dans la commune et s'écoule du nord-est au sud-ouest. Il traverse la commune et se jette dans l'Agout à Fontrieu, après avoir traversé 3 communes.
Le ruisseau de Gijoussel, d'une longueur totale de 12,7 km, prend sa source dans la commune et s'écoule du sud vers le nord puis le nord-ouest, puis le sud-ouest. Il traverse la commune et se jette dans le Girou à Viane, après avoir traversé 4 communes.
Le ruisseau de Vernoubre, d'une longueur totale de 18,5 km, prend sa source dans la commune et s'écoule du nord-est au sud-ouest puis se réoriente au sud. Il se jette dans l'Agout à La Salvetat-sur-Agout.

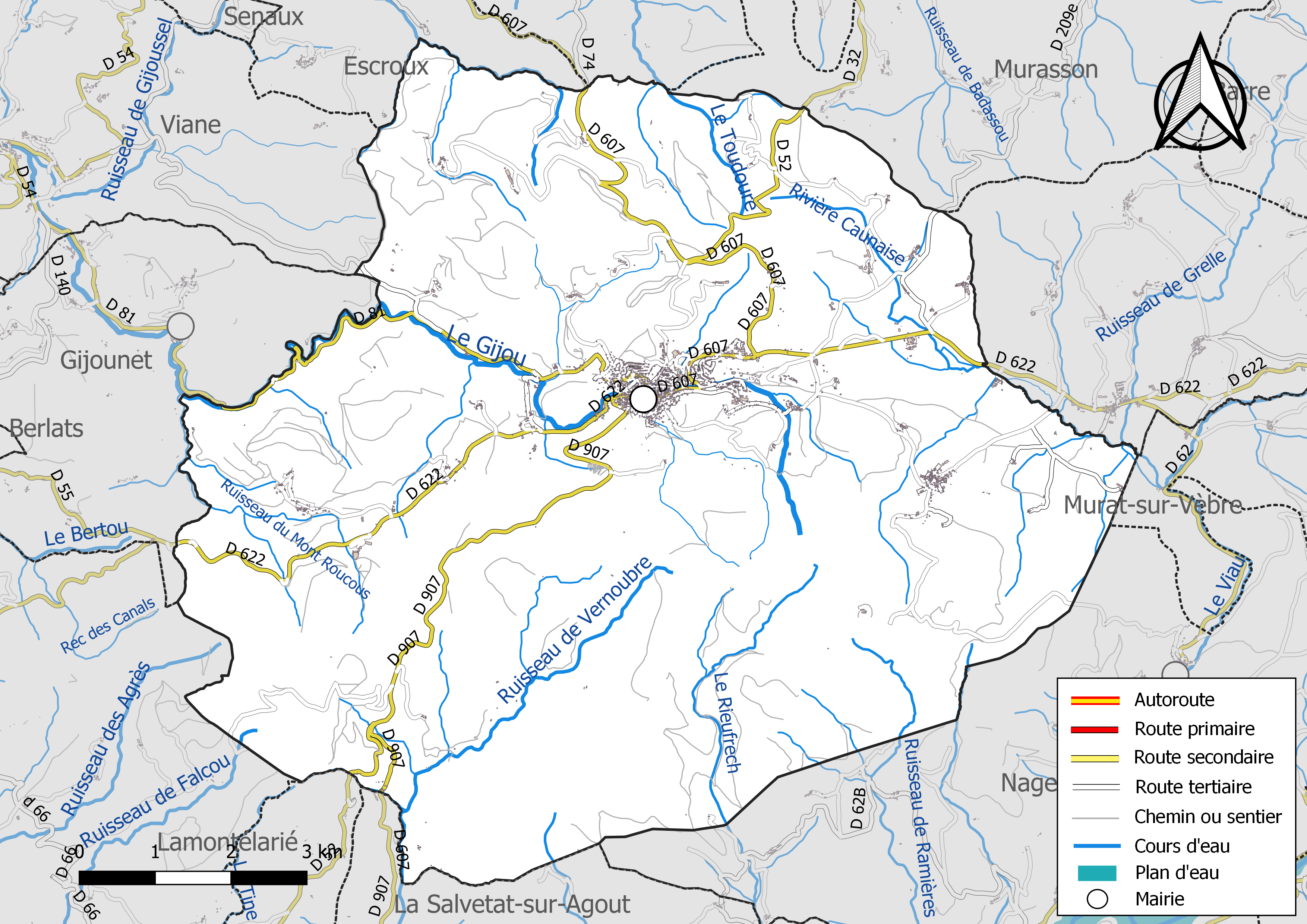
Réseaux hydrographique et routier de Lacaune.

### Climat
Pour des articles plus généraux, voir Climat de l'Occitanie et Climat du Tarn.
En 2010, le climat de la commune est de type climat de montagne, selon une étude du Centre national de la recherche scientifique s'appuyant sur une série de données couvrant la période 1971-2000. En 2020, Météo-France publie une typologie des climats de la France métropolitaine dans laquelle la commune est dans une zone de transition entre le climat de montagne et le climat méditerranéen et est dans une zone de transition entre les régions climatiques « Provence, Languedoc-Roussillon » et « Sud-est du Massif Central ».
Pour la période 1971-2000, la température annuelle moyenne est de 9,9 °C, avec une amplitude thermique annuelle de 15,1 °C. Le cumul annuel moyen de précipitations est de 1 399 mm, avec 13,4 jours de précipitations en janvier et 6,4 jours en juillet. Pour la période 1991-2020, la température moyenne annuelle observée sur la station météorologique installée sur la commune est de 10,2 °C et le cumul annuel moyen de précipitations est de 1 468,2 mm. 
La température maximale relevée sur cette station est de 37 °C, atteinte le 28 juin 1950 ; la température minimale est de −22,5 °C, atteinte le 16 janvier 1985,,.
| Mois                                  | jan.             | fév.             | mars           | avril            | mai             | juin          | jui.            | août         | sep.            | oct.            | nov.           | déc.             | année      |
| ------------------------------------- | ---------------- | ---------------- | -------------- | ---------------- | --------------- | ------------- | --------------- | ------------ | --------------- | --------------- | -------------- | ---------------- | ---------- |
| Température minimale moyenne (°C)     | −0,7             | −0,9             | 1,4            | 3,7              | 7,4             | 10,9          | 12,6            | 12,8         | 9,5             | 7               | 2,7            | 0,1              | 5,5        |
| Température moyenne (°C)              | 2,8              | 3,1              | 5,9            | 8,5              | 12,4            | 16,3          | 18,5            | 18,8         | 14,8            | 11,2            | 6,2            | 3,6              | 10,2       |
| Température maximale moyenne (°C)     | 6,2              | 7                | 10,4           | 13,2             | 17,4            | 21,8          | 24,4            | 24,7         | 20,2            | 15,4            | 9,7            | 7,1              | 14,8       |
| Record de froid (°C) date du record   | −22,5 16.01.1985 | −21,5 15.02.1956 | −18 07.03.1971 | −10,5 10.04.1953 | −5,5 01.05.1960 | 0 03.06.1973  | 0 07.07.1954    | 1 31.08.1986 | −4 29.09.1950   | −6,1 15.10.1975 | −13 23.11.1988 | −18,1 03.12.1973 | −22,5 1985 |
| Record de chaleur (°C) date du record | 21,9 29.01.02    | 24 24.02.1990    | 24,5 29.03.23  | 27 21.04.1949    | 32,5 22.05.22   | 37 28.06.1950 | 36,5 22.07.1990 | 37 23.08.23  | 34,5 16.09.1987 | 30 01.10.23     | 23 02.11.1981  | 20 18.12.1987    | 37 2023    |
| Précipitations (mm)                   | 158,1            | 124,4            | 121,2          | 139,4            | 124,1           | 85,7          | 63,8            | 73,2         | 94,6            | 146,1           | 173,6          | 164              | 1 468,2    |

| Diagramme climatique                                  |            |              |              |              |              |              |              |             |            |             |           |
| J                                                     | F          | M            | A            | M            | J            | J            | A            | S           | O          | N           | D         |
| 6,2−0,7158,1                                          | 7−0,9124,4 | 10,41,4121,2 | 13,23,7139,4 | 17,47,4124,1 | 21,810,985,7 | 24,412,663,8 | 24,712,873,2 | 20,29,594,6 | 15,47146,1 | 9,72,7173,6 | 7,10,1164 |
| Moyennes : • Temp. maxi et mini °C • Précipitation mm |            |              |              |              |              |              |              |             |            |             |           |

Les paramètres climatiques de la commune ont été estimés pour le milieu du siècle (2041-2070) selon différents scénarios d'émission de gaz à effet de serre à partir des nouvelles projections climatiques de référence DRIAS-2020. Ils sont consultables sur un site dédié publié par Météo-France en novembre 2022.

### Voies de communication et transports
Lacaune est desservie quotidiennement par des lignes régulières du réseau régional liO : la ligne 708 la relie à Albi ; les lignes 763 et 766 à Castres.

### Milieux naturels et biodiversité

#### Espaces protégés
La protection réglementaire est le mode d’intervention le plus fort pour préserver des espaces naturels remarquables et leur biodiversité associée,.
La commune fait partie du parc naturel régional du Haut-Languedoc, créé en 1973 et d'une superficie de 307 184 ha, qui s'étend sur 118 communes et deux départements. Implanté de part et d’autre de la ligne de partage des eaux entre Océan Atlantique et mer Méditerranée, ce territoire est un véritable balcon dominant les plaines viticoles du Languedoc et les étendues céréalières du Lauragais,
Deux autres espaces protégés sont présents sur la commune : 
- le « tourbière de la Jasse de Martinou », une réserve biologique dirigée, d'une superficie de 15,9 ha[20] ;
- le « tourbière de Piquotalen », une réserve biologique dirigée, d'une superficie de 1,6 ha[21].

#### Réseau Natura 2000

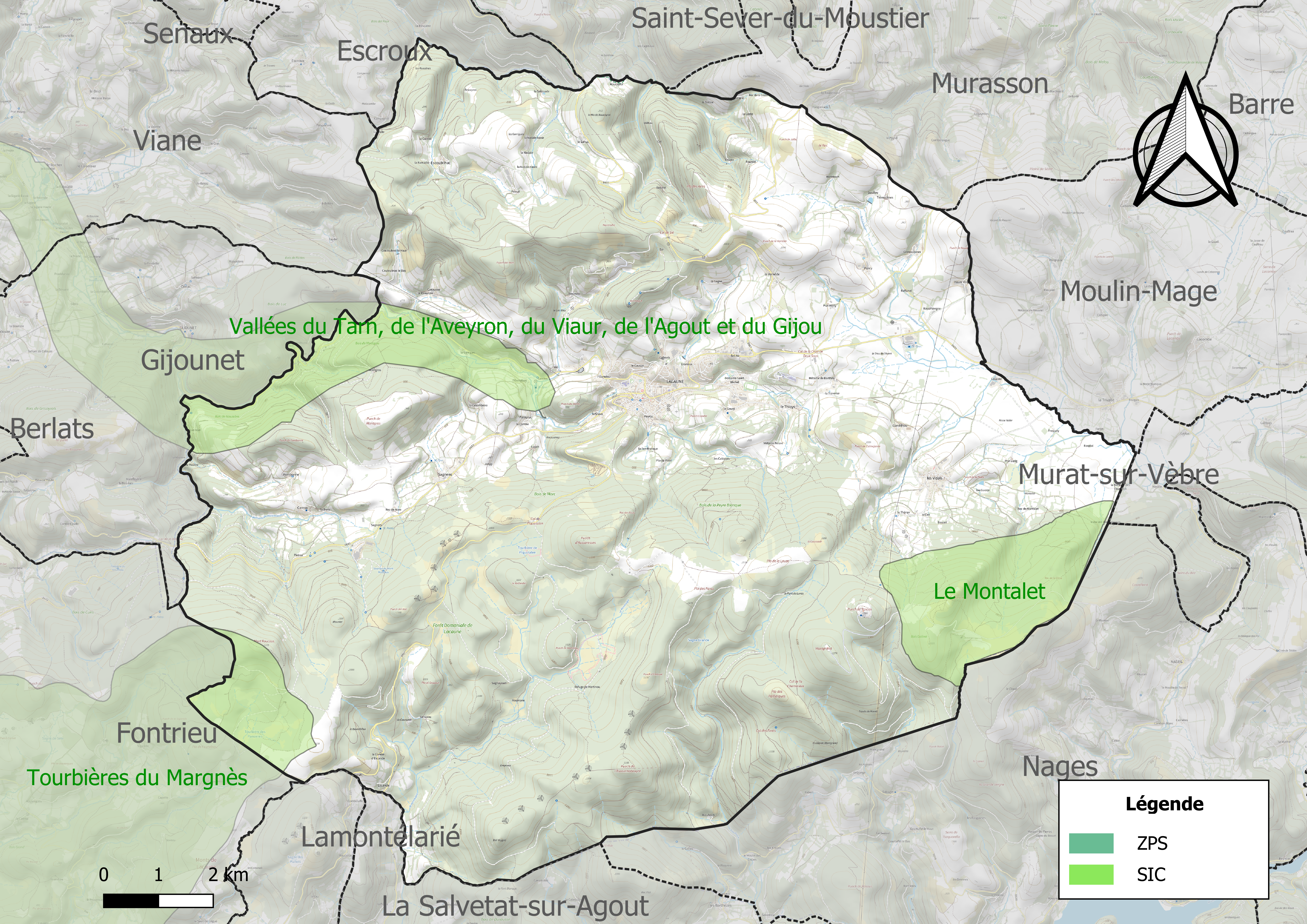
Sites Natura 2000 sur le territoire communal.

Le réseau Natura 2000 est un réseau écologique européen de sites naturels d'intérêt écologique élaboré à partir des directives habitats et oiseaux, constitué de zones spéciales de conservation (ZSC) et de zones de protection spéciale (ZPS).
Trois sites Natura 2000 ont été définis sur la commune au titre de la directive habitats :
- les « tourbières du Margnès », d'une superficie de 2 787 ha, les dernières tourbières du massif central avant la zone méditerranéenne. Elles renferment quelques espèces et formations végétales remarquables[24] ;
- « le Montalet », d'une superficie de 381 ha, un sommet granitique (point culminant du Tarn), très venté et pluvieux, mais avec un sol peu épais sur le haut ce qui a permis l'installation et le maintien d'une lande, où de nombreuses espèces remarquables sont présentes[25] ;
- Les « vallées du Tarn, de l'Aveyron, du Viaur, de l'Agout et du Gijou », d'une superficie de 17 144 ha, s'étendant sur 136 communes dont 41 dans l'Aveyron, 8 en Haute-Garonne, 50 dans le Tarn et 37 dans le Tarn-et-Garonne. Elles présentent une très grande diversité d'habitats et d'espèces dans ce vaste réseau de cours d'eau et de gorges. La présence de la Loutre d'Europe et de la moule perlière d'eau douce est également d'un intérêt majeur[26].

#### Zones naturelles d'intérêt écologique, faunistique et floristique
L’inventaire des zones naturelles d'intérêt écologique, faunistique et floristique (ZNIEFF) a pour objectif de réaliser une couverture des zones les plus intéressantes sur le plan écologique, essentiellement dans la perspective d’améliorer la connaissance du patrimoine naturel national et de fournir aux différents décideurs un outil d’aide à la prise en compte de l’environnement dans l’aménagement du territoire.
Dix ZNIEFF de type 1 sont recensées sur la commune :
- le « bois des Cambous » (841 ha), couvrant 3 communes dont deux dans l'Aveyron et une dans le Tarn[28] ;
- la « grotte de Saint-Michel et environs » (23 ha)[29] ;
- le « puech de l'Escournadouyre et pech d'Embuel » (108 ha)[30] ;
- la « rivière Gijou amont » (274 ha), couvrant 5 communes du département[31] ;
- la « sagne de Frantsaou » (14 ha)[32] ;
- la « sagne du puech del Vert » (31 ha)[33] ;
- les « sagnes de la Teillouse » (98 ha), couvrant 3 communes du département[34] ;
- les « sagnes de Martinou - Picotalen » (135 ha)[35] ;
- les « sagnes du ruisseau du Falcou » (157 ha), couvrant 4 communes du département[36] ;
- la « tourbière et landes du Roc de Montalet » (110 ha), couvrant 2 communes du département[37] ;

et trois ZNIEFF de type 2, : 
- les « bois, landes, pelouses et zones humides des environs du lac du Laouzas » (7 053 ha), couvrant 5 communes dont deux dans l'Hérault et trois dans le Tarn[38] ;
- la « vallée de l'Agoût de Brassac à Burlats et vallée du Gijou » (15 868 ha), couvrant 17 communes du département[39] ;
- les « zones humides des Monts de Lacaune » (10 888 ha), couvrant 9 communes dont une dans l'Hérault et huit dans le Tarn[40].

Carte des ZNIEFF de type 1 et 2 à Lacaune.
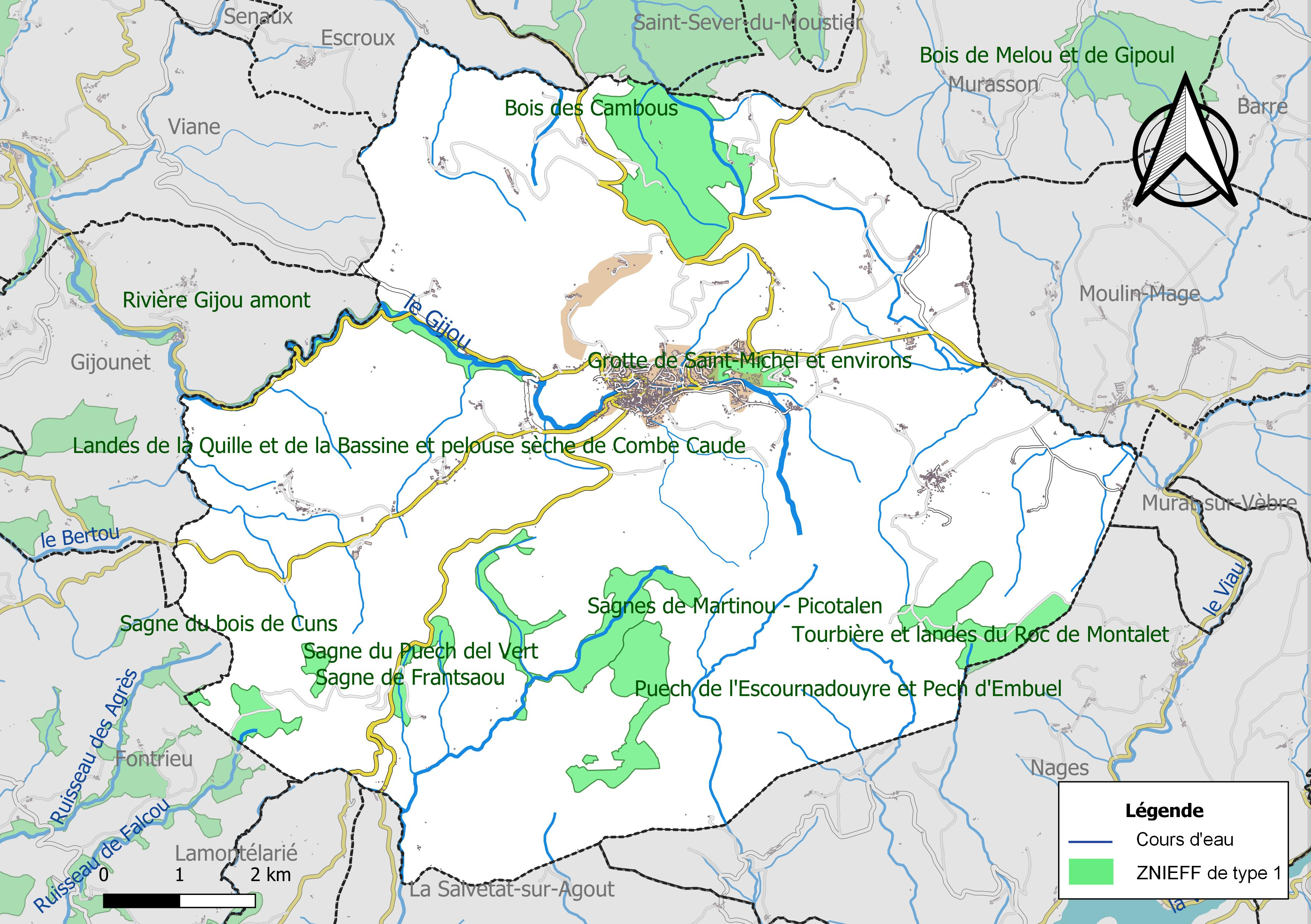
Carte des ZNIEFF de type 1 sur la commune.
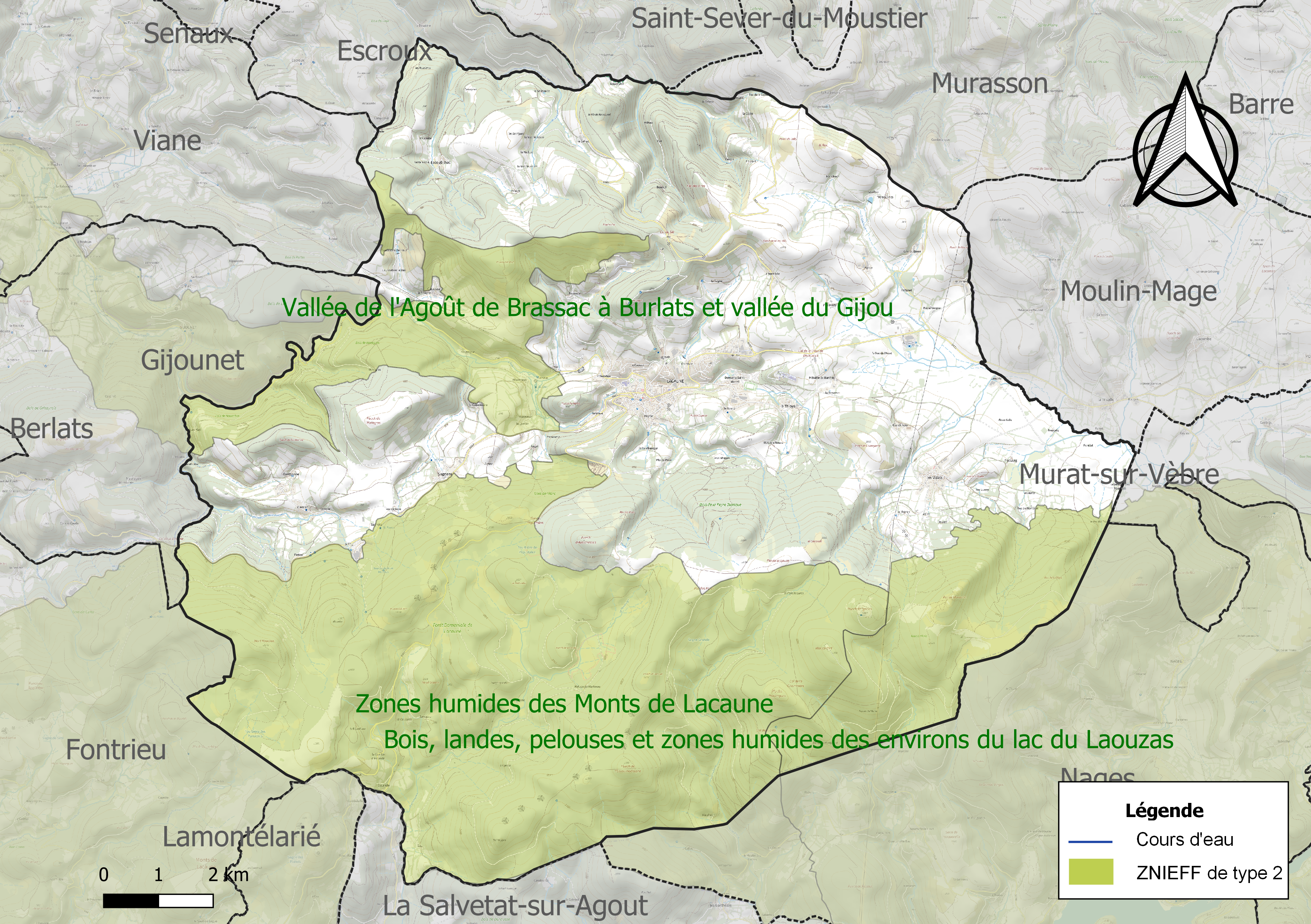
Carte des ZNIEFF de type 2 sur la commune.

## Urbanisme

### Typologie
Au 1er janvier 2024, Lacaune est catégorisée bourg rural, selon la nouvelle grille communale de densité à sept niveaux définie par l'Insee en 2022.
Elle appartient à l'unité urbaine de Lacaune, une unité urbaine monocommunale constituant une ville isolée,. Par ailleurs la commune fait partie de l'aire d'attraction de Lacaune, dont elle est la commune-centre,. Cette aire, qui regroupe 11 communes, est catégorisée dans les aires de moins de 50 000 habitants,.

### Occupation des sols
L'occupation des sols de la commune, telle qu'elle ressort de la base de données européenne d’occupation biophysique des sols Corine Land Cover (CLC), est marquée par l'importance des forêts et milieux semi-naturels (66 % en 2018), en diminution par rapport à 1990 (67,3 %). La répartition détaillée en 2018 est la suivante : 
forêts (61,7 %), prairies (24,5 %), zones agricoles hétérogènes (6,7 %), milieux à végétation arbustive et/ou herbacée (4,3 %), zones urbanisées (1,5 %), terres arables (0,7 %), mines, décharges et chantiers (0,5 %). L'évolution de l’occupation des sols de la commune et de ses infrastructures peut être observée sur les différentes représentations cartographiques du territoire : la carte de Cassini (XVIIIe siècle), la carte d'état-major (1820-1866) et les cartes ou photos aériennes de l'IGN pour la période actuelle (1950 à aujourd'hui).

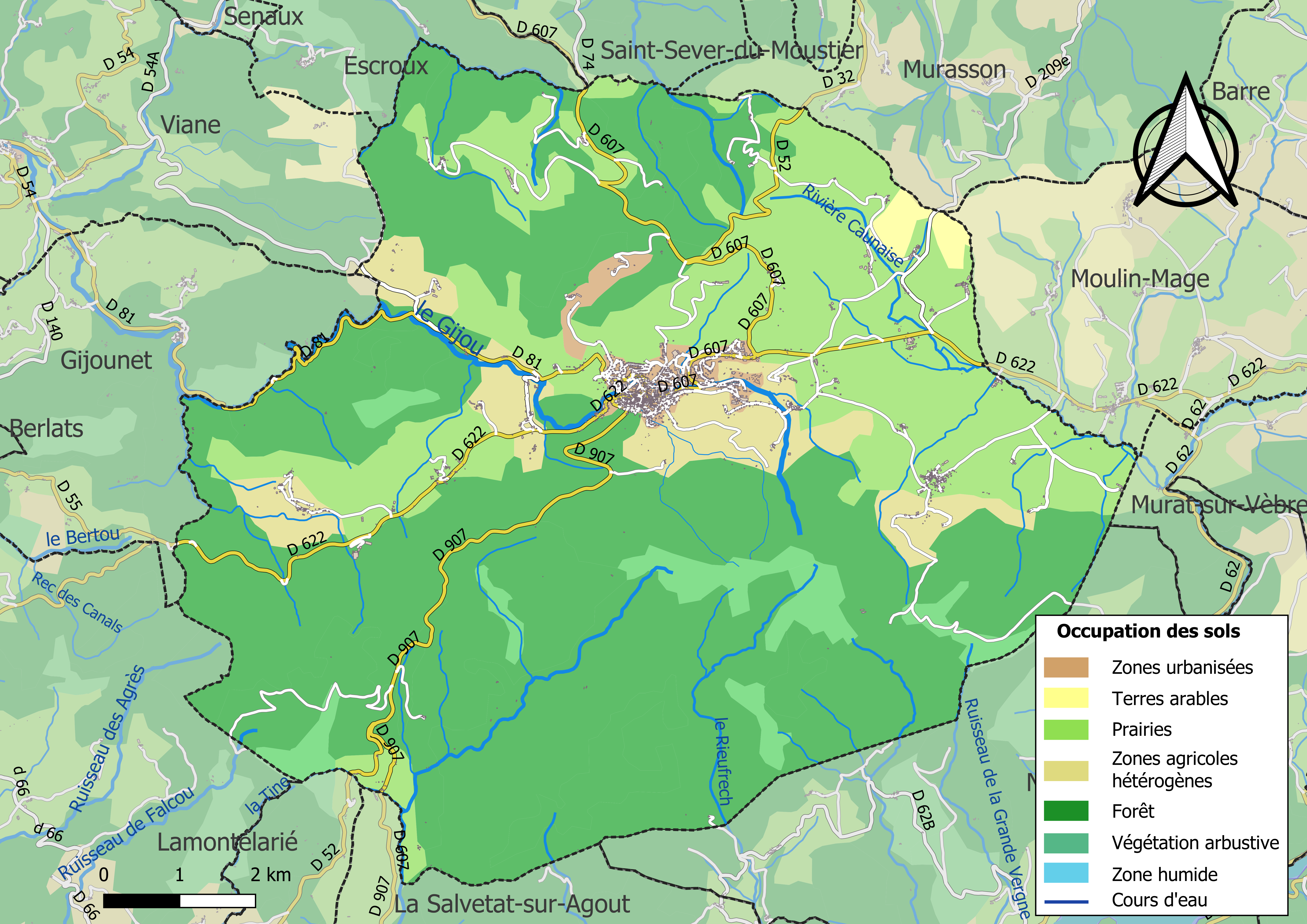
Carte des infrastructures et de l'occupation des sols de la commune en 2018 (CLC).

### Risques majeurs
Le territoire de la commune de Lacaune est vulnérable à différents aléas naturels : météorologiques (tempête, orage, neige, grand froid, canicule ou sécheresse), inondations, feux de forêts, mouvements de terrains et séisme (sismicité très faible). Il est également exposé à un risque technologique,  le transport de matières dangereuses, et à un risque particulier : le risque de radon. Un site publié par le BRGM permet d'évaluer simplement et rapidement les risques d'un bien localisé soit par son adresse soit par le numéro de sa parcelle.

#### Risques naturels
Certaines parties du territoire communal sont susceptibles d’être affectées par le risque d’inondation par débordement de cours d'eau, notamment le Gijou, le Toudoure, le ruisseau de Vernoubre, le ruisseau de Falcou et le ruisseau de Gijoussel. La cartographie des zones inondables en ex-Midi-Pyrénées réalisée dans le cadre du XIe Contrat de plan État-région, visant à informer les citoyens et les décideurs sur le risque d’inondation, est accessible sur le site de la DREAL Occitanie. La commune a été reconnue en état de catastrophe naturelle au titre des dommages causés par les inondations et coulées de boue survenues en 1982, 1996, 1999, 2012 et 2014,.
Lacaune est exposée au risque de feu de forêt du fait de la présence sur son territoire. En 2022, il n'existe pas de Plan de Prévention des Risques incendie de forêt (PPRif). Le débroussaillement aux abords des maisons constitue l’une des meilleures protections pour les particuliers contre le feu,.

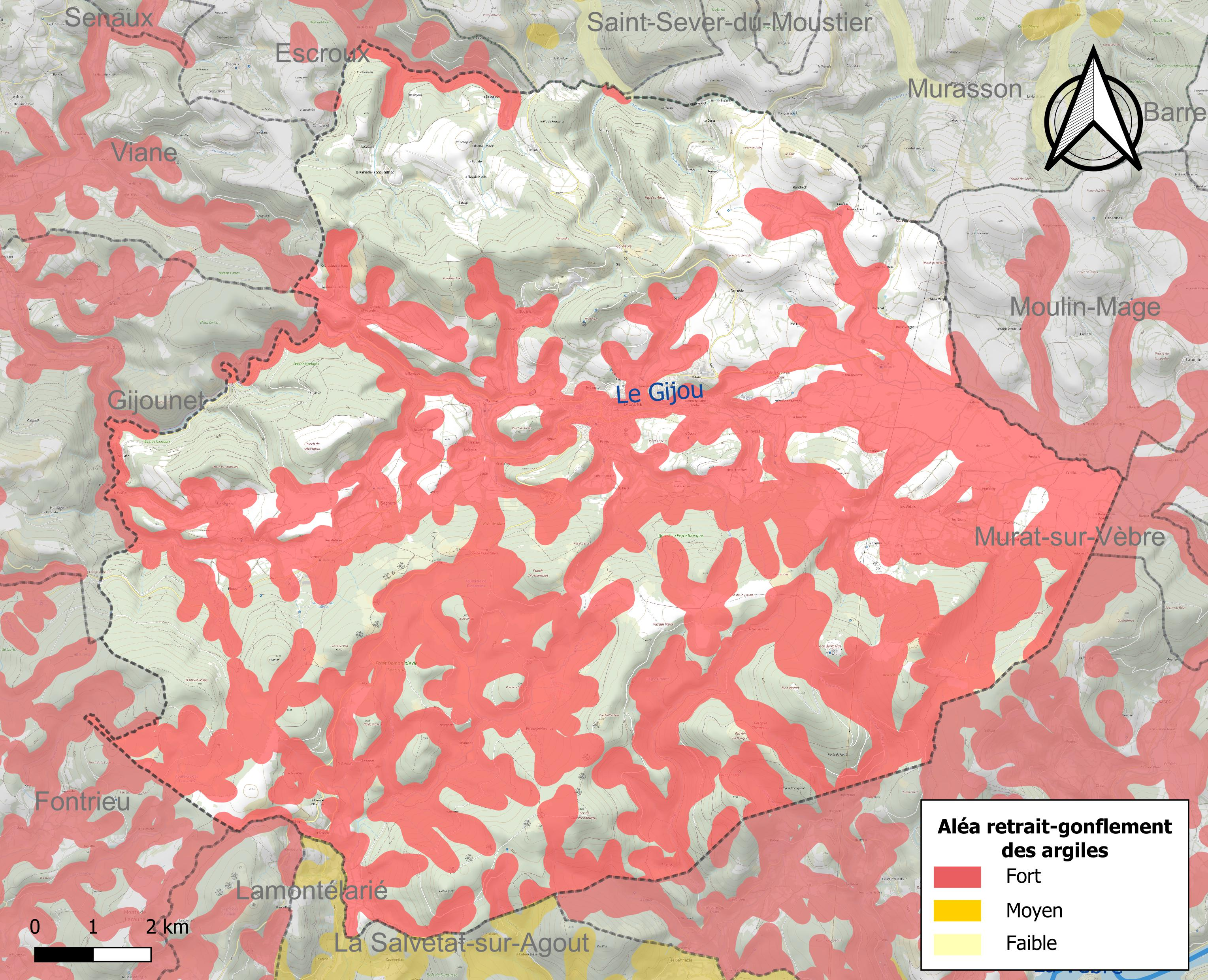
Carte des zones d'aléa retrait-gonflement des sols argileux de Lacaune.

La commune est vulnérable au risque de mouvements de terrains constitué principalement du retrait-gonflement des sols argileux. Cet aléa est susceptible d'engendrer des dommages importants aux bâtiments en cas d’alternance de périodes de sécheresse et de pluie. 53 % de la superficie communale est en aléa moyen ou fort (76,3 % au niveau départemental et 48,5 % au niveau national). Sur les 1 286 bâtiments dénombrés sur la commune en 2019, 995 sont en aléa moyen ou fort, soit 77 %, à comparer aux 90 % au niveau départemental et 54 % au niveau national. Une cartographie de l'exposition du territoire national au retrait gonflement des sols argileux est disponible sur le site du BRGM,.
Par ailleurs, afin de mieux appréhender le risque d’affaissement de terrain, l'inventaire national des cavités souterraines permet de localiser celles situées sur la commune.

#### Risques technologiques
Le risque de transport de matières dangereuses sur la commune est lié à sa traversée par des infrastructures routières ou ferroviaires importantes ou la présence d'une canalisation de transport d'hydrocarbures. Un accident se produisant sur de telles infrastructures est susceptible d’avoir des effets graves sur les biens, les personnes ou l'environnement, selon la nature du matériau transporté. Des dispositions d’urbanisme peuvent être préconisées en conséquence.

#### Risque particulier
Dans plusieurs parties du territoire national, le radon, accumulé dans certains logements ou autres locaux, peut constituer une source significative d’exposition de la population aux rayonnements ionisants. Certaines communes du département sont concernées par le risque radon à un niveau plus ou moins élevé. Selon la classification de 2018, la commune de Lacaune est classée en zone 3, à savoir zone à potentiel radon significatif.

## Toponymie
Lacaune vient de l'occitan La Cauna, qui signifie La Grotte.

## Histoire

### Moyen Âge
Les chartes médiévales de Lacaune sont rassemblées dans Le livre vert de Lacaune, écrit en occitan par l'abbé Joseph Gautrand.

### Époque contemporaine
De 1910 à 1962, la ligne de Castres à Murat en voie métrique exploitée par les Chemins de fer départementaux du Tarn a desservi la commune.

#### Durant la Seconde Guerre mondiale
À partir de janvier 1942, par décision du préfet de Toulouse, Lacaune devient centre d'assignation à résidence « des individus dont les agissements, l’attitude, la nationalité ou la confession constituent des facteurs de mécontentement ou de malaise dans la population ». Jusqu'en 1944, 650 juifs y seront assignés.

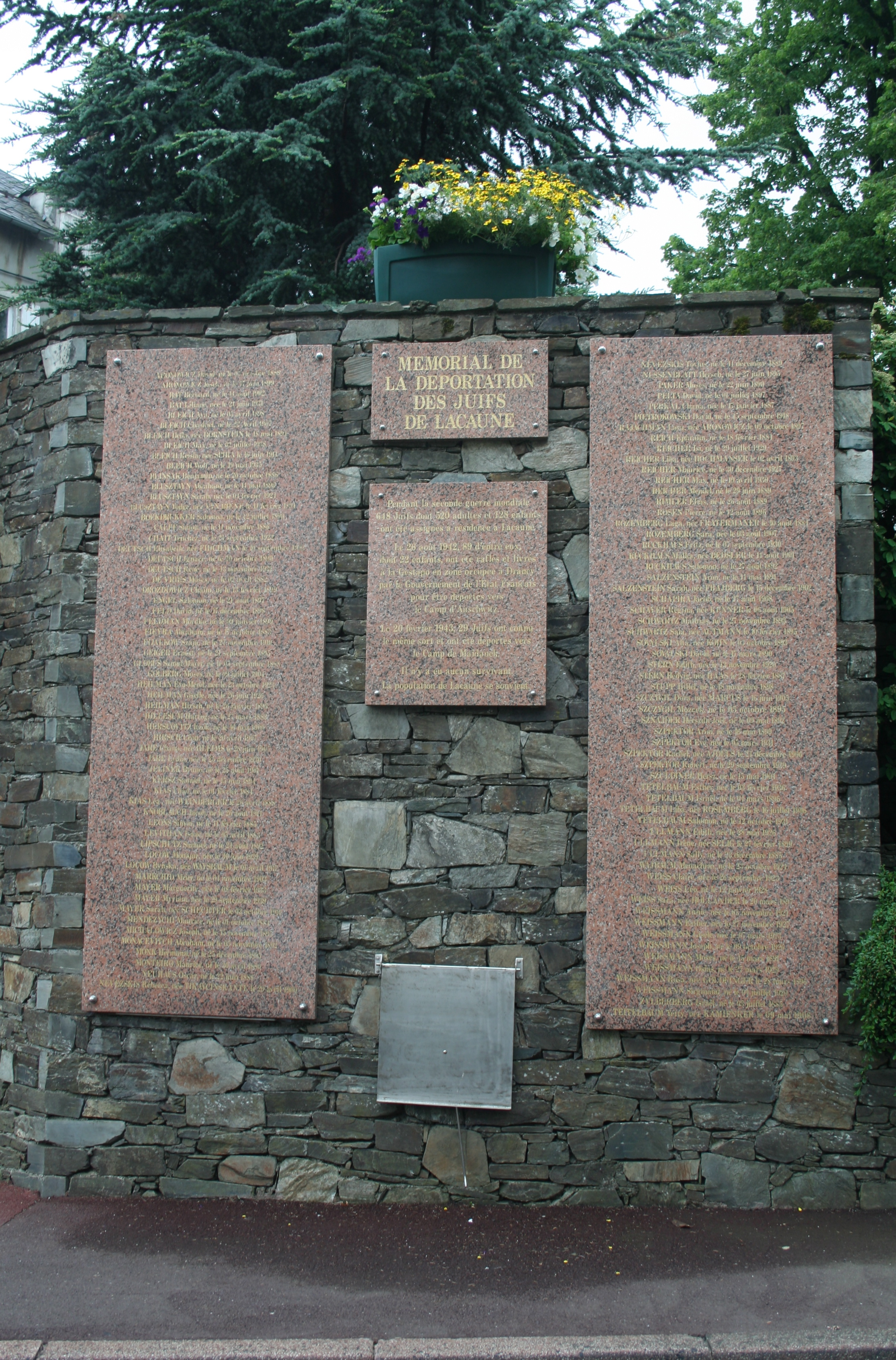
Mémorial de la déportation des juifs de Lacaune.

Le 26 août 1942 s'y déroule une rafle menée par des Groupes Mobiles de Réserve, qui provoque une onde de choc parmi la population lacaunaise et des environs, encore pétrie de l'histoire du protestantisme. Cette rafle sera le déclencheur de l'aide aux juifs, y compris par les gendarmes locaux,.
Le souvenir de cette période sera perpétué en 1999 par l'édification d'un Mémorial de la déportation des juifs.
De nombreux lacaunais seront reconnus Justes parmi les Nations :
- Albertine, née Albert, distributrice de journaux, et Raoul Bonnafous, forgeron,
- Fernande, née Riols, et Raoul Durand, propriétaires d'un magasin de confiserie, résistants,
- Louise Fourgassié, née Escande, agricultrice,
- Reine, née Albert, et Henri Lefèbvre, chef de gare et résistant,
- Marcelle, née Medalle, et Roger Maraval, grossistes en vins et liqueurs,
- Marie-Louise Menou, née Bonnafon, gérante de café,
- Julie, née Nicouleau, et Louis Plegades, agriculteurs,
- Paul Sers, restaurateur,
- Joseph Vergnet, fonctionnaire.

En mars 1944, le Corps Franc de la Montagne Noire (CFMN) est créé. Le 22 avril, il est attaqué par les troupes allemandes à la Jasse-de-Martinou,,,

## Population et société

### Démographie
| 1793  | 1800  | 1806  | 1821  | 1831  | 1836  | 1841  | 1846  | 1851  |
| ----- | ----- | ----- | ----- | ----- | ----- | ----- | ----- | ----- |
| 2 612 | 2 488 | 2 830 | 3 430 | 3 681 | 4 050 | 3 965 | 3 985 | 4 078 |

| 1856  | 1861  | 1866  | 1872  | 1876  | 1881  | 1886  | 1891  | 1896  |
| ----- | ----- | ----- | ----- | ----- | ----- | ----- | ----- | ----- |
| 3 520 | 3 543 | 3 662 | 3 553 | 3 578 | 3 755 | 3 955 | 3 547 | 3 606 |

| 1901  | 1906  | 1911  | 1921  | 1926  | 1931  | 1936  | 1946  | 1954  |
| ----- | ----- | ----- | ----- | ----- | ----- | ----- | ----- | ----- |
| 3 565 | 3 577 | 3 360 | 2 777 | 2 557 | 2 546 | 2 549 | 2 580 | 2 742 |

| 1962  | 1968  | 1975  | 1982  | 1990  | 1999  | 2004  | 2006  | 2009  |
| ----- | ----- | ----- | ----- | ----- | ----- | ----- | ----- | ----- |
| 2 849 | 3 212 | 3 288 | 3 259 | 3 117 | 2 914 | 2 844 | 2 839 | 2 616 |

| 2014  | 2019  | 2022  | - | - | - | - | - | - |
| ----- | ----- | ----- | - | - | - | - | - | - |
| 2 520 | 2 464 | 2 469 | - | - | - | - | - | - |

| selon la population municipale des années : | 1968 | 1975 | 1982 | 1990 | 1999 | 2006 | 2009 | 2013 |
| Rang de la commune dans le département      | 16   | 13   | 15   | 16   | 17   | 21   | 23   | 25   |
| Nombre de communes du département           | 326  | 324  | 324  | 324  | 324  | 323  | 323  | 323  |

### Enseignement
Lacaune possède une école maternelle publique (66 élèves en 2013), une école élémentaire publique (130 élèves en 2013) et un collège public.

### Manifestations culturelles et festivités
Notons la Confrérie des Maseliers des Monts de Lacaune qui s'est réunie les 23 et 24 juillet 2022, en l’honneur de Saint Antoine patron des charcutiers. 

### Culte
Le culte protestant se célèbre au Temple protestant de l'église unie.

### Sports
De nombreux équipements sportifs : stade de rugby avec piste d'athlétisme, stade de football, circuit de motocross...
A l'emplacement des anciens thermes, la commune a construit la piscine couverte des Sources Chaudes alimentée par une eau jaillissant à 22° et réchauffée par un système de géothermie (bassin extérieur ouvert juillet - août) avec salle de musculation.

### Médias
Radio Lacaune
Créée en 2001 par l’association des commerçants, artisans et services de Lacaune (Lacaune Animation), le but premier de la radio était de proposer une animation sonore dans les commerces lacaunais.
En 2006, elle a obtenu l'autorisation d'émettre sur tous les Monts de Lacaune.
Depuis cette date, et émettant désormais sur 89.2 FM sur Lacaune et 106.2 FM sur Murat-sur-Vèbre, elle dynamise la vie associative et l'animation de la ville et de ses environs, avec une fréquence supplémentaire à Murat-sur-Vèbre.

## Économie

### Revenus
En 2018, la commune compte 1 090 ménages fiscaux, regroupant 2 382 personnes. La médiane du revenu disponible par unité de consommation est de 20 220 € (20 400 € dans le département). 43 % des ménages fiscaux sont imposés (42,8 % dans le département).

### Emploi
|                | 2008  | 2013  | 2018  |
| -------------- | ----- | ----- | ----- |
| Commune        | 5,4 % | 6,5 % | 6,8 % |
| Département    | 8,2 % | 9,9 % | 10 %  |
| France entière | 8,3 % | 10 %  | 10 %  |

En 2018, la population âgée de 15 à 64 ans s'élève à 1 457 personnes, parmi lesquelles on compte 76,5 % d'actifs (69,7 % ayant un emploi et 6,8 % de chômeurs) et 23,5 % d'inactifs,. Depuis 2008, le taux de chômage communal (au sens du recensement) des 15-64 ans est inférieur à celui de la France et du département.
La commune est la commune-centre de l'aire d'attraction de Lacaune,. Elle compte 1 569 emplois en 2018, contre 1 615 en 2013 et 1 593 en 2008. Le nombre d'actifs ayant un emploi résidant dans la commune est de 1 032, soit un indicateur de concentration d'emploi de 152,1 % et un taux d'activité parmi les 15 ans ou plus de 52,7 %.
Sur ces 1 032 actifs de 15 ans ou plus ayant un emploi, 888 travaillent dans la commune, soit 86 % des habitants. Pour se rendre au travail, 77,1 % des habitants utilisent un véhicule personnel ou de fonction à quatre roues, 0,9 % les transports en commun, 14,1 % s'y rendent en deux-roues, à vélo ou à pied et 8 % n'ont pas besoin de transport (travail au domicile).

### Activités hors agriculture

#### Secteurs d'activités
248 établissements sont implantés  à Lacaune au 31 décembre 2019. Le tableau ci-dessous en détaille le nombre par secteur d'activité et compare les ratios avec ceux du département,.
| Secteur d'activité                                                                                        | Commune | Commune | Département |
| Secteur d'activité                                                                                        | Nombre  | %       | %           |
| --- | ------- | ------- | ----------- |
| Ensemble                                                                                                  | 248     | 100 %   | (100 %)     |
| Industrie manufacturière, industries extractives et autres                                                | 54      | 21,8 %  | (13 %)      |
| Construction                                                                                              | 22      | 8,9 %   | (12,5 %)    |
| Commerce de gros et de détail, transports, hébergement et restauration                                    | 85      | 34,3 %  | (26,7 %)    |
| Information et communication                                                                              | 4       | 1,6 %   | (2,1 %)     |
| Activités financières et d'assurance                                                                      | 12      | 4,8 %   | (3,3 %)     |
| Activités immobilières                                                                                    | 10      | 4 %     | (4,2 %)     |
| Activités spécialisées, scientifiques et techniques et activités de services administratifs et de soutien | 20      | 8,1 %   | (13,8 %)    |
| Administration publique, enseignement, santé humaine et action sociale                                    | 26      | 10,5 %  | (15,5 %)    |
| Autres activités de services                                                                              | 15      | 6 %     | (9 %)       |

Le secteur du commerce de gros et de détail, des transports, de l'hébergement et de la restauration est prépondérant sur la commune puisqu'il représente 34,3 % du nombre total d'établissements de la commune (85 sur les 248 entreprises implantées  à Lacaune), contre 26,7 % au niveau départemental.

#### Entreprises et commerces
Les cinq entreprises ayant leur siège social sur le territoire communal qui génèrent le plus de chiffre d'affaires en 2020 sont : 
- Roussaly, transformation et conservation de la viande de boucherie (64 010 k€)
- Maison Milhau, préparation industrielle de produits à base de viande (29 122 k€)
- Etablissement Gros, commerce de gros (commerce interentreprises) d'animaux vivants (10 285 k€)
- Soc Tuelacau Soc Expl Abattoir, transformation et conservation de la viande de boucherie (6 036 k€)
- Rascol Marcel & Fils, préparation industrielle de produits à base de viande (1 637 k€)

À partir de 1854, Lacaune fut une station thermale grâce à sa source d'eau chaude (Bel Air). Elle déclina après la seconde guerre mondiale, et en 2005, sa source est à nouveau exploitée (Espace des Sources Chaudes). Elle a gardé de ce passé thermal un casino.
Sur son territoire se situe une autre source minérale naturelle, exploitée depuis 1977 sous la marque Mont Roucous.
L'activité économique principale est centrée sur la charcuterie et les salaisons (avec un abattoir sur place). et l'élevage de brebis, Lacaune ayant donné son nom à une race de brebis riches en lait servant notamment à l'élaboration du fromage de Roquefort et à la tomme de brebis Mont-Lacaune.

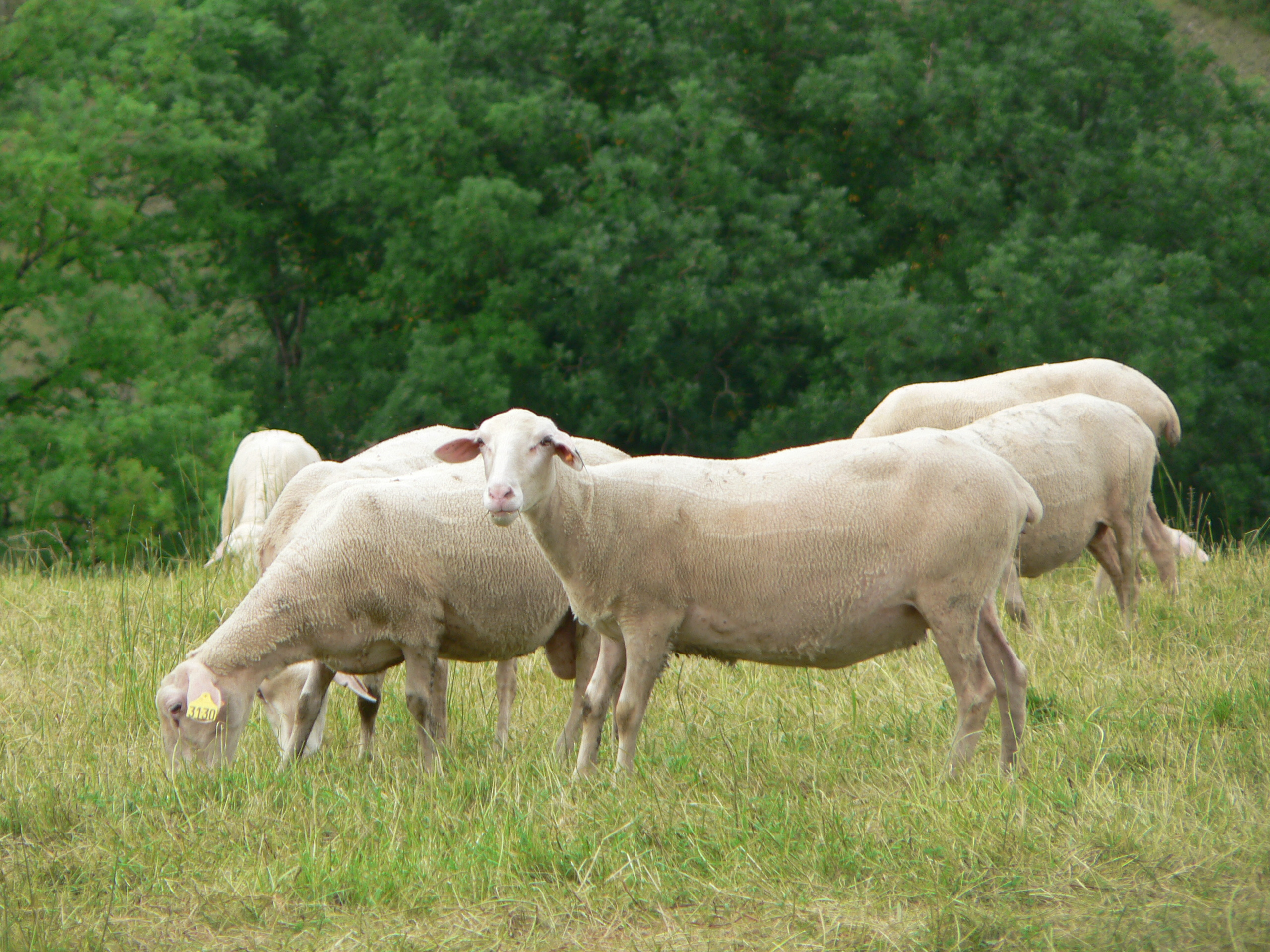
Brebis de race Lacaune

### Agriculture
La commune est dans les Monts de Lacaune, une petite région agricole située dans le sud-est du département du Tarn. Entre bocages et forêt, cette zone est dédiée à l’élevage de ruminants de races à viande ou laitières. Sur les plus hauts plateaux, de nombreux élevages de brebis laitières produisent le lait destiné à la fabrication du roquefort. En 2020, l'orientation technico-économique de l'agriculture  sur la commune est l'élevage d'ovins ou de caprins. 
|               | 1988  | 2000  | 2010  | 2020  |
| ------------- | ----- | ----- | ----- | ----- |
| Exploitations | 74    | 43    | 35    | 29    |
| SAU (ha)      | 3 117 | 3 599 | 3 232 | 3 204 |

Le nombre d'exploitations agricoles en activité et ayant leur siège dans la commune est passé de 74 lors du recensement agricole de 1988  à 43 en 2000 puis à 35 en 2010 et enfin à 29 en 2020, soit une baisse de 61 % en 32 ans. Le même mouvement est observé à l'échelle du département qui a perdu pendant cette période 58 % de ses exploitations,. La surface agricole utilisée sur la commune a quant à elle augmenté, passant de 3117 ha en 1988 à 3204 ha en 2020. Parallèlement la surface agricole utilisée moyenne par exploitation a augmenté, passant de 42 à 110 ha.

### Entreprises et commerces
Charcuteries et salaisons de Lacaune
La délimitation géographique de Lacaune repose sur un climat spécifique unique et propice au séchage des produits de charcuterie et salaison (influence des climats océanique, méditerranéen et montagnard). Cette situation géographique justifie depuis plusieurs décennies la forte activité de production de charcuteries et salaisons à Lacaune, générant un savoir-faire transmis de génération en génération.
En août 2015, le jambon de Lacaune est devenu une IGP.

## Culture locale et patrimoine

### Lieux et monuments
- Église Notre-Dame de Lacaune.
- Église Saint-Pierre des Vidals.
- Temple protestant de Lacaune.
- Le col de Sié (999 m) se trouve au nord du bourg, traversé par la RD 607. Il a été franchi 5 fois par le Tour de France.
- Le col de Picotalen (1 003 m) propose trois itinéraires balisés permettant la pratique de la randonnée nordique.

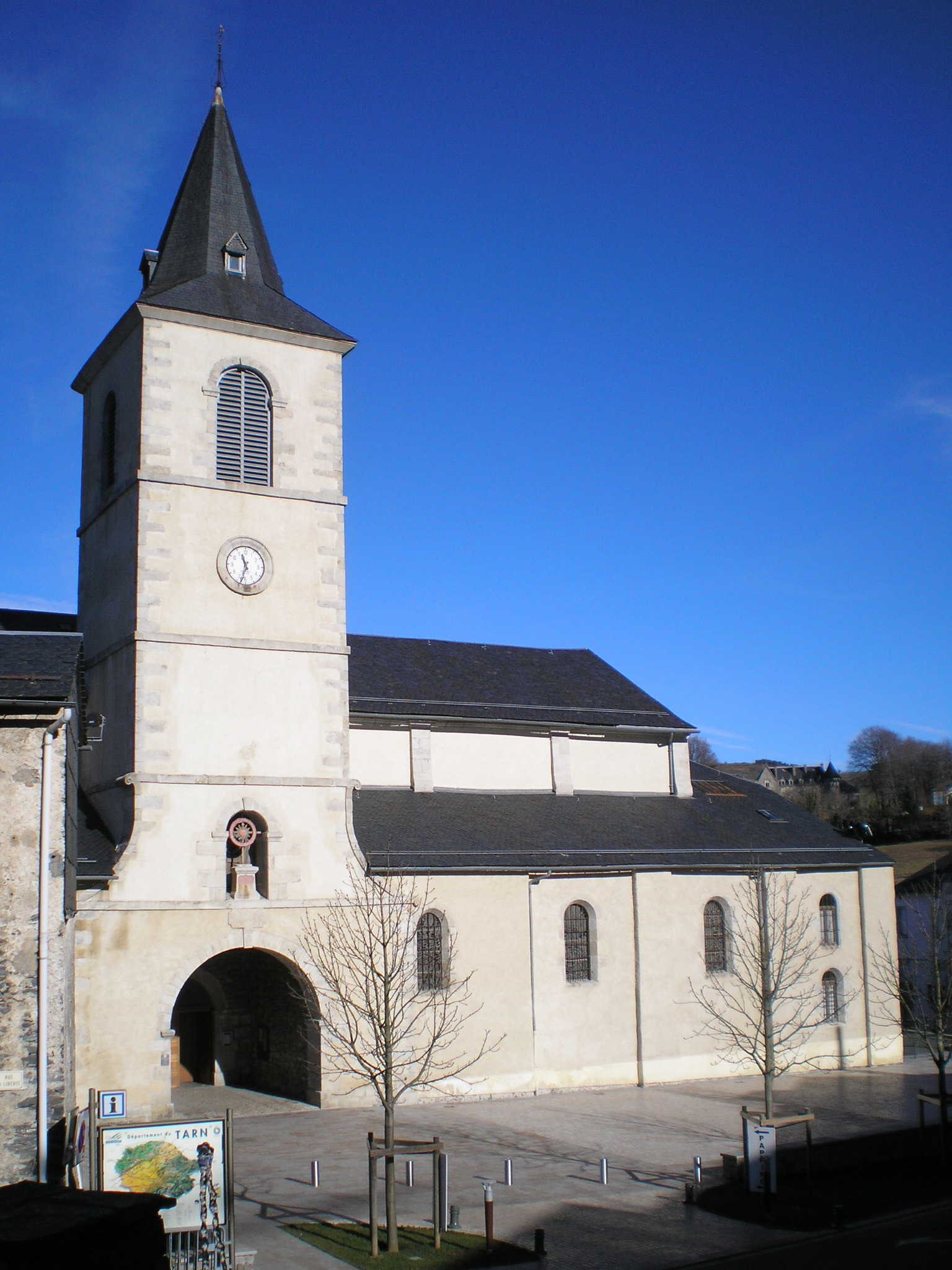
Église Notre-Dame de Lacaune
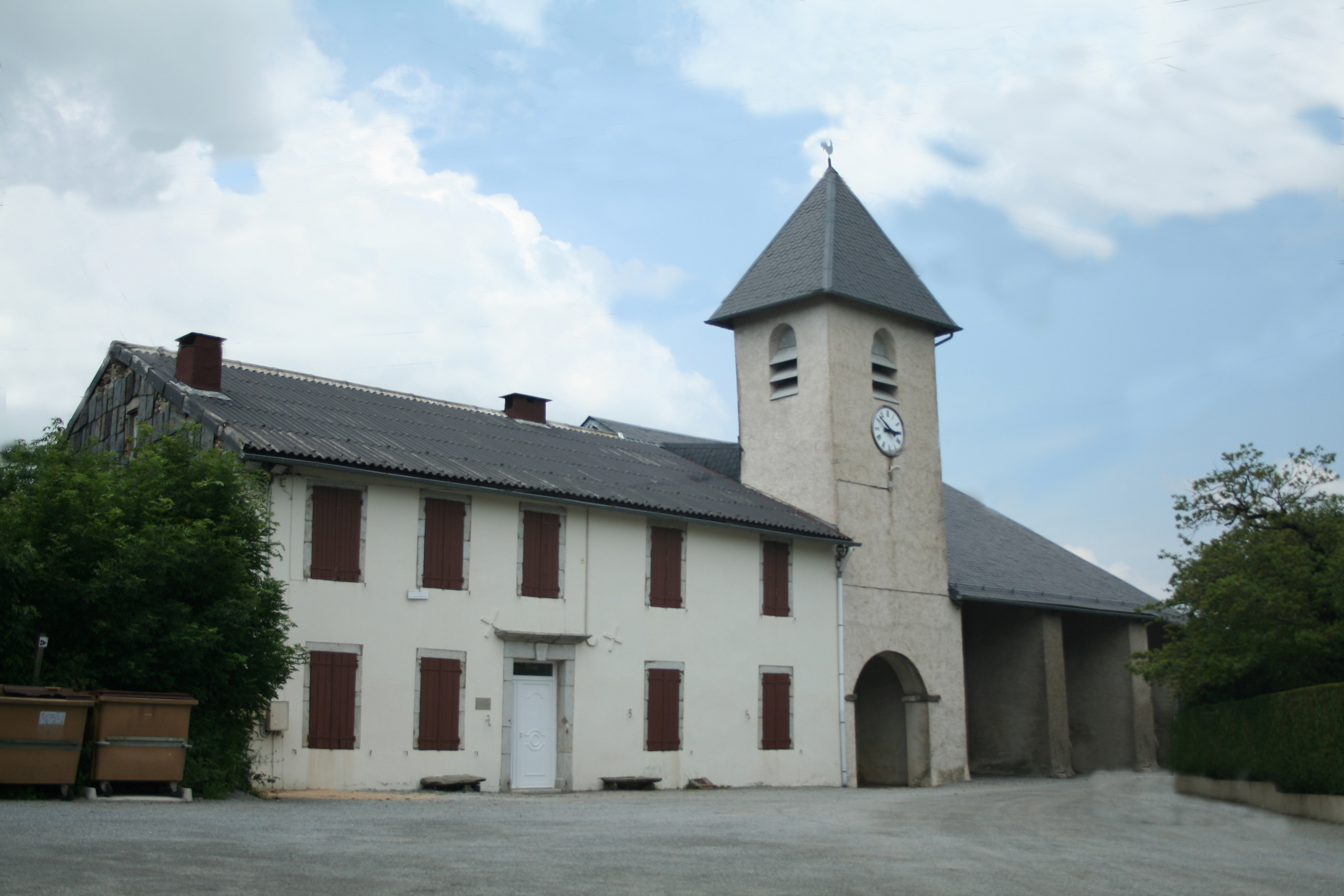
Église Saint-Pierre des Vidals
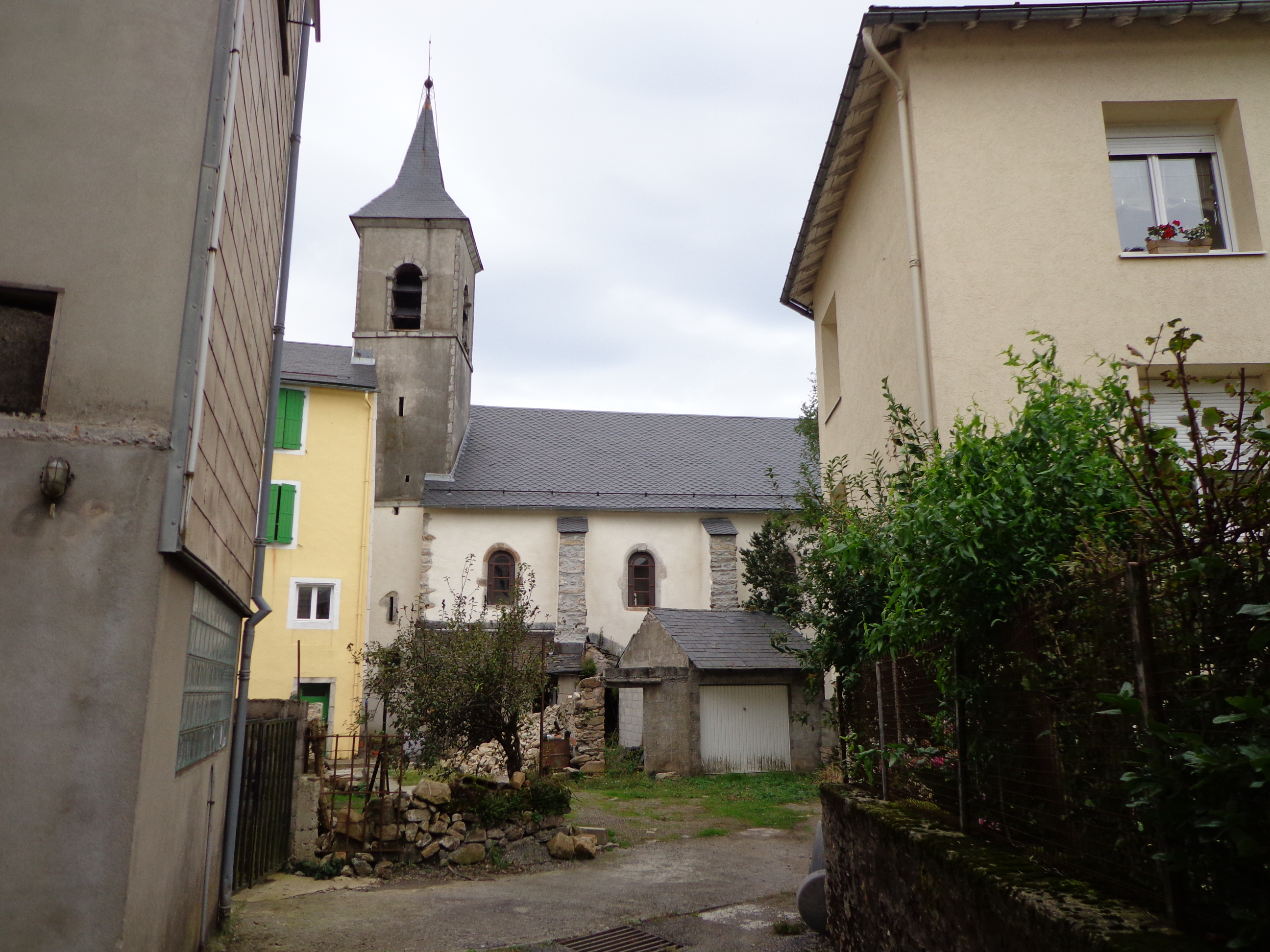
Temple protestant de Lacaune.

#### Statues-menhirs
De nombreuses statues-menhirs ont été érigées sur le territoire de la commune au Néolithique final. Elles ont été abattues, parfois enterrées, d'autres ont été étêtées avant d'être redécouvertes à partir du XIXe siècle. L'abbé Frédéric Hermet, l'inventeur des statues-menhirs, a fait don de quelques-unes d'entre elles aux sociétés savantes les plus importantes de la région. Si certaines ont continué d'être détruites, d'autres ont été redressées à l'endroit de leur découverte. D'autres menhirs ont également été  dressés sur la commune de Lacaune à l'époque préhistorique.
- La Peyro-Lebado (la Pierre Levée), dite aussi Peyro Plantado de Thioy, classée au titre des monuments historiques par arrêté du 17 septembre 1883[82].
- La statue-menhir de Granisse est dressée contre le mur de l'office du tourisme de Lacaune, derrière une vitre. Elle est dressée à 750 m du chemin ou elle a été découverte en 1969.
- La statue-menhir de Laucate (amputée de sa part inférieure), dite aussi menhir de Laucate, est plantée sur la place du Griffoul de Lacaune, à côté de la fontaine des Pisseurs. Elle est très probablement la partie supérieure de la statue-menhir trouvée près du trou de l'Avenc, non loin de la Pierre Plantée, qui a été transportée à l'époque au moulin de Laucate pour y être retaillée et remployée. Dans ce cas, elle serait donc dressée à 3 km de l'emplacement de sa découverte en 1817.
- La statue-menhir de Montalet a été identifiée en 2011 par Michel Maillé et Jean-Pierre Serres. Elle est couchée sur son lieu de découverte.
- La statue-menhir du Puech de Naudène est dressée non loin de son lieu découverte en 1985, dans un jardin privé.
- La statue-menhir de la Barraque des Fournials est plantée devant le Musée de Rieumontagné (à Nages) à 9 km de son lieu de découverte.
- La statue-menhir de Frescaty a été donnée par l'abbé Hermet à la société archéologique du Midi de la France de Toulouse (Haute-Garonne), où elle est conservée à 122 km de son lieu de découverte.
- La statue-menhir des Vidals a été donnée par l'abbé Hermet à la société scientifique de Montpellier (Hérault), qui en a transféré la propriété au parc zoologique de Montpellier lors de sa dissolution. Elle est aujourd'hui conservée à 125 km de son lieu de découverte. Après avoir été placée successivement à plusieurs endroits du zoo, elle est dressée devant l'enclos des rhinocéros, depuis les derniers travaux sans aucun panneau explicatif ni aucune protection contre les intempéries. Ni les employés du zoo ni les pompiers ne reçoivent d'information sur cette pierre par la direction. Quand on la compare aux photos prises par l'abbé Hermet, on constate que ses gravures sont en cours d'effacement complet.

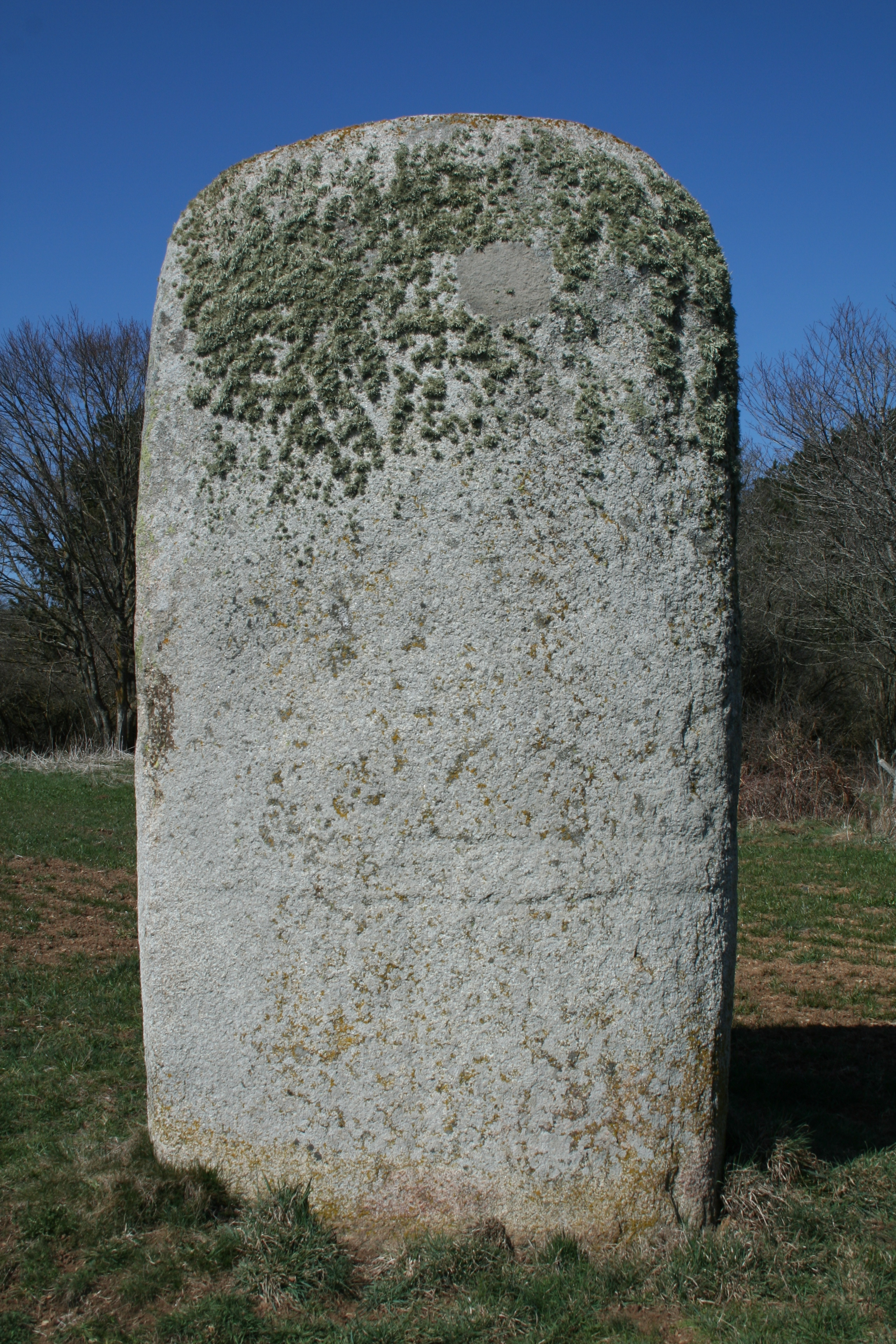
Peyro-Lebado
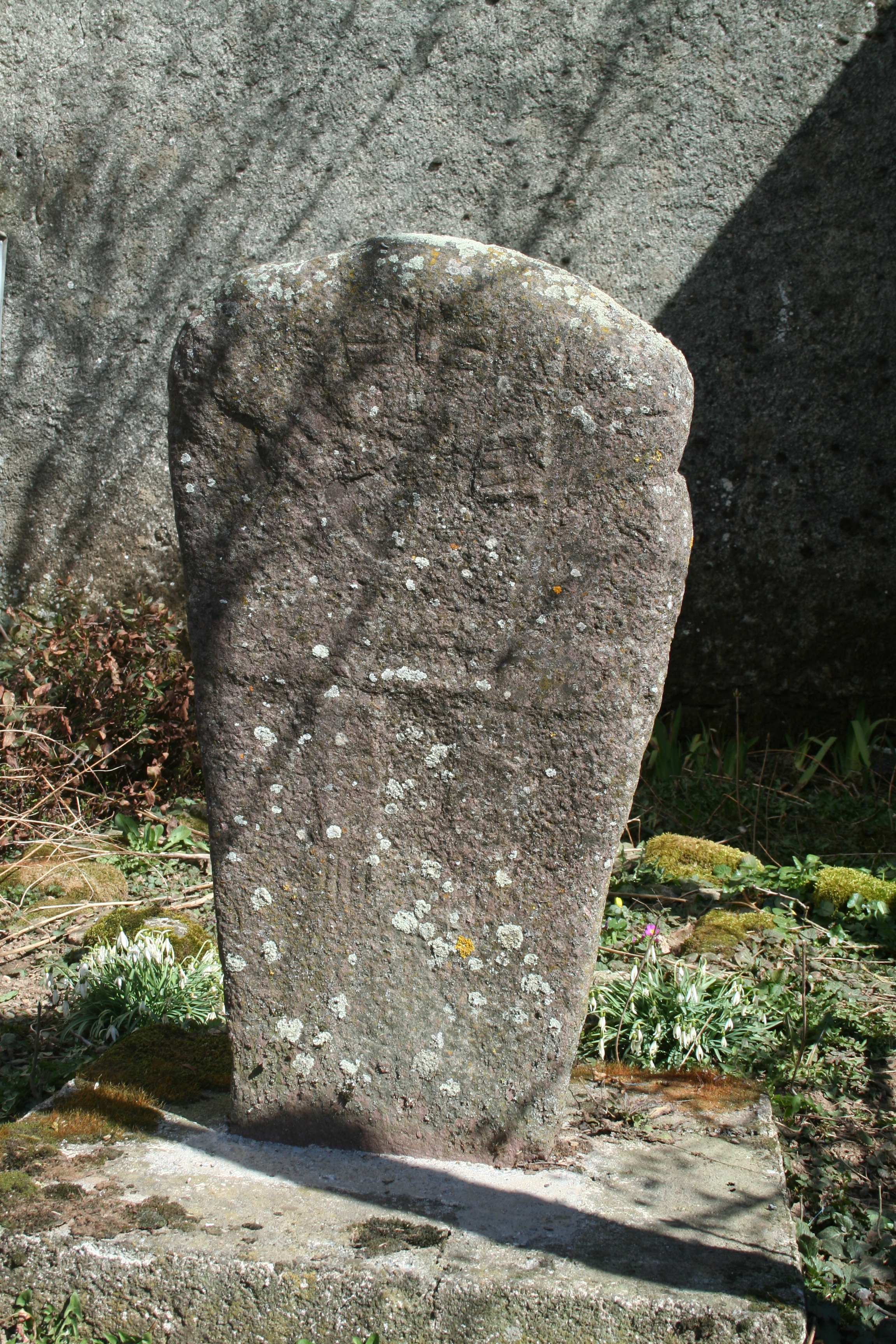
statue-menhir du Puech de Naudène
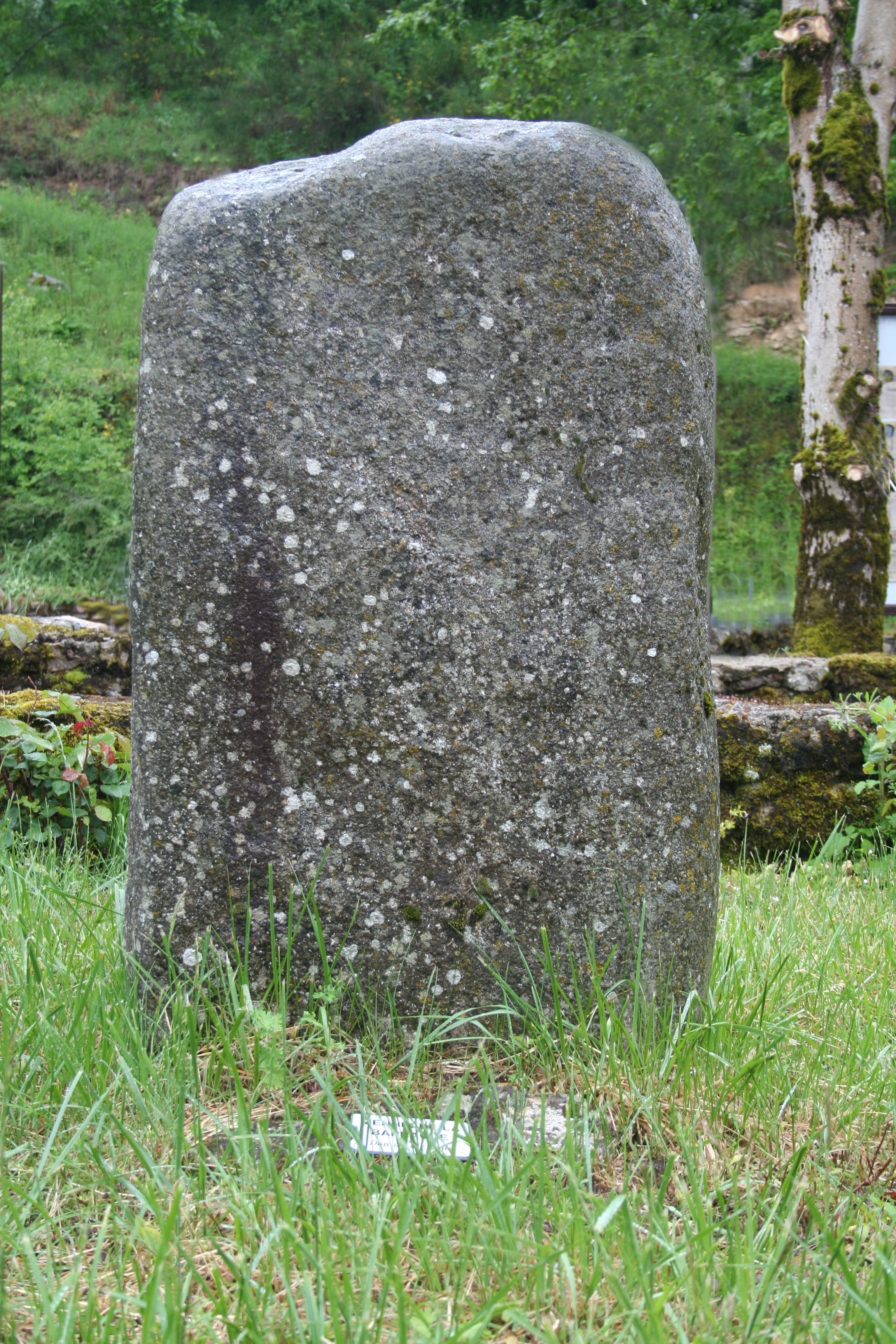
Statue-menhir de la Barraque des Fournials

#### Autres monuments
- La fontaine des Pisseurs, terminée en 1559, a été classée monument historique en 1913.
- La tour-silo de Calmels, bâtiment formant une vaste rotonde ayant abrité un manège à chevaux ; charpente remarquable.
- Le château de Calmels.
- Le musée du vieux Lacaune.
- La filature Ramond, datant de 1841 et dans laquelle on peut découvrir les techniques de filage à l'ancienne.
- La maison de la charcuterie qui présente l'histoire de la charcuterie à Lacaune.

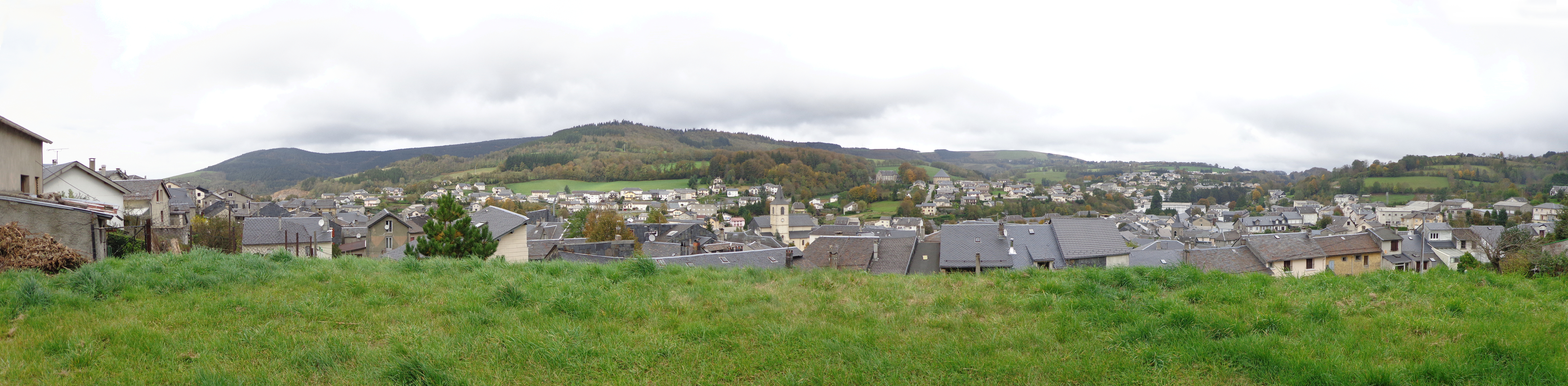
Panorama de Lacaune

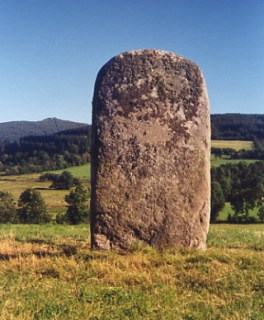
Pierre plantée
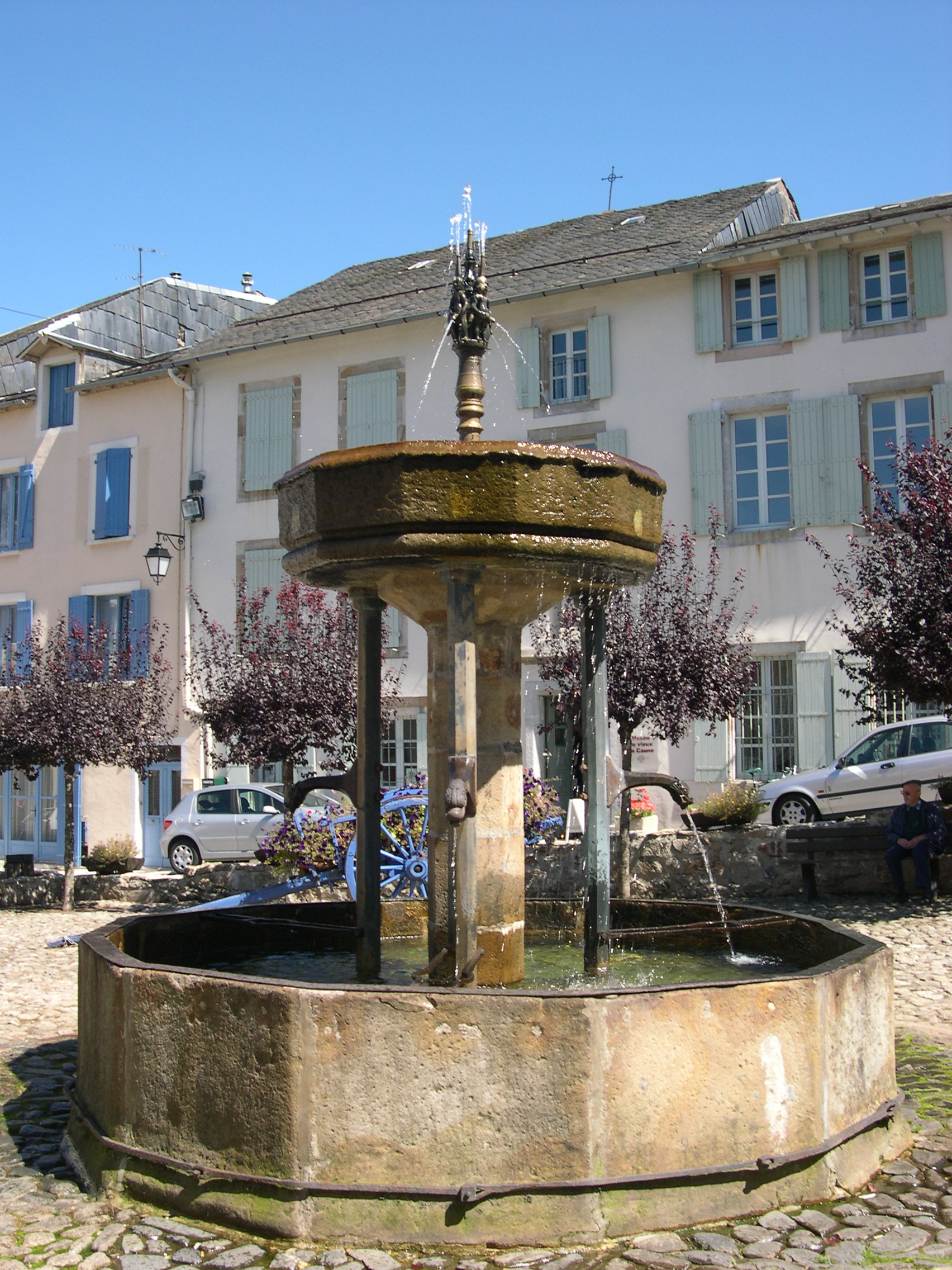
Fontaine des pisseurs
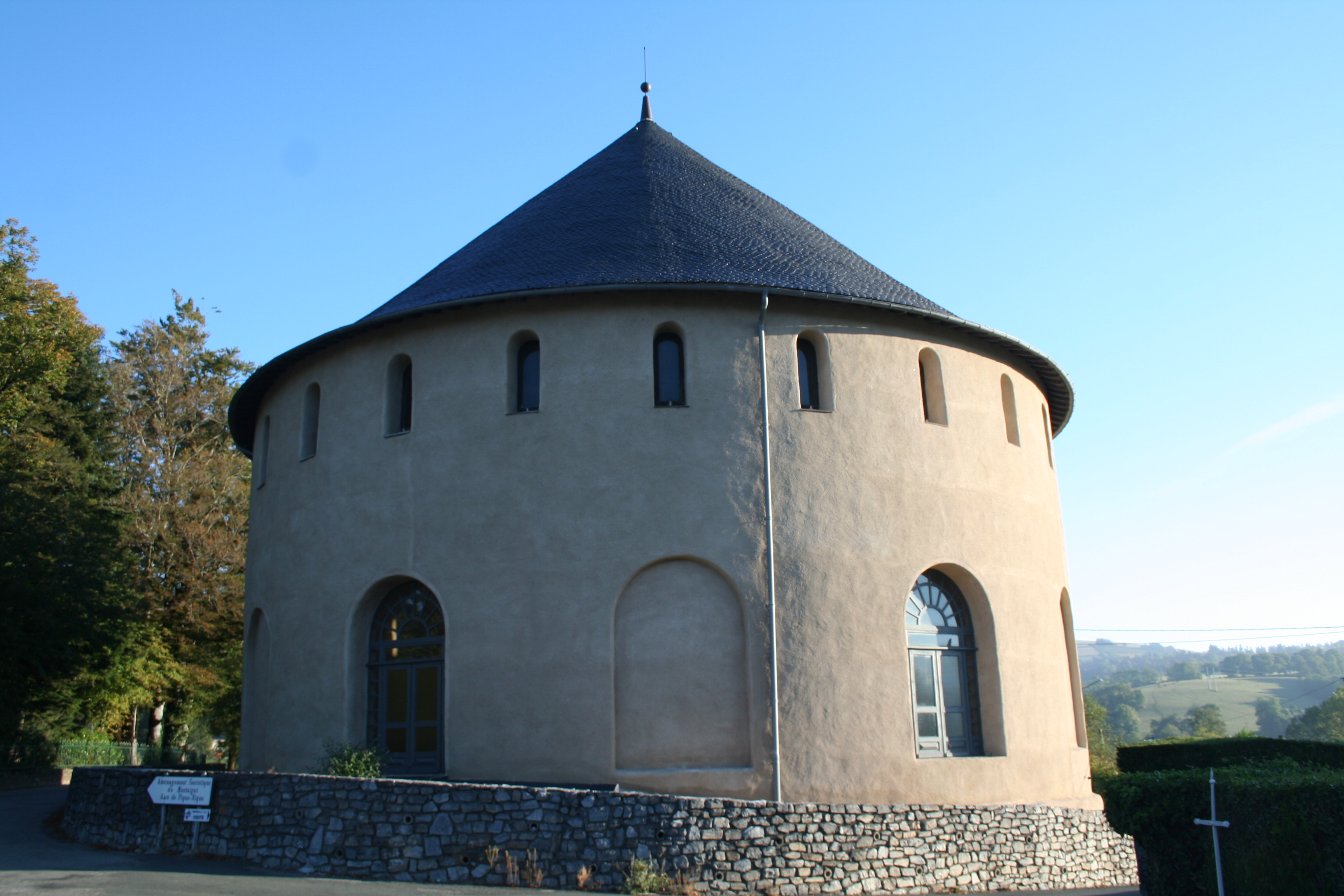
Tour-silo de Calmels
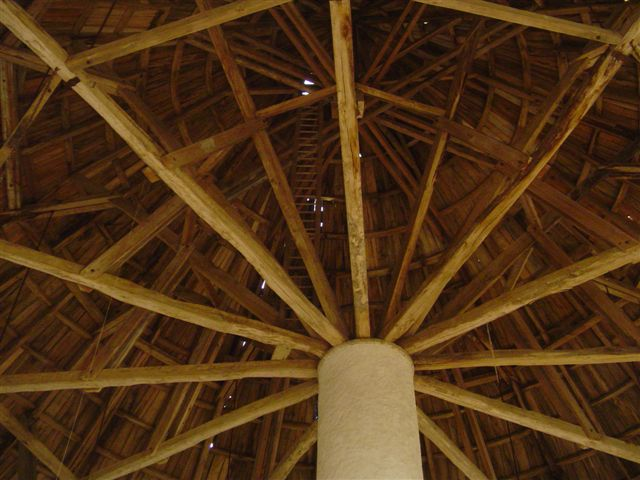
Charpente de la tour de Calmels
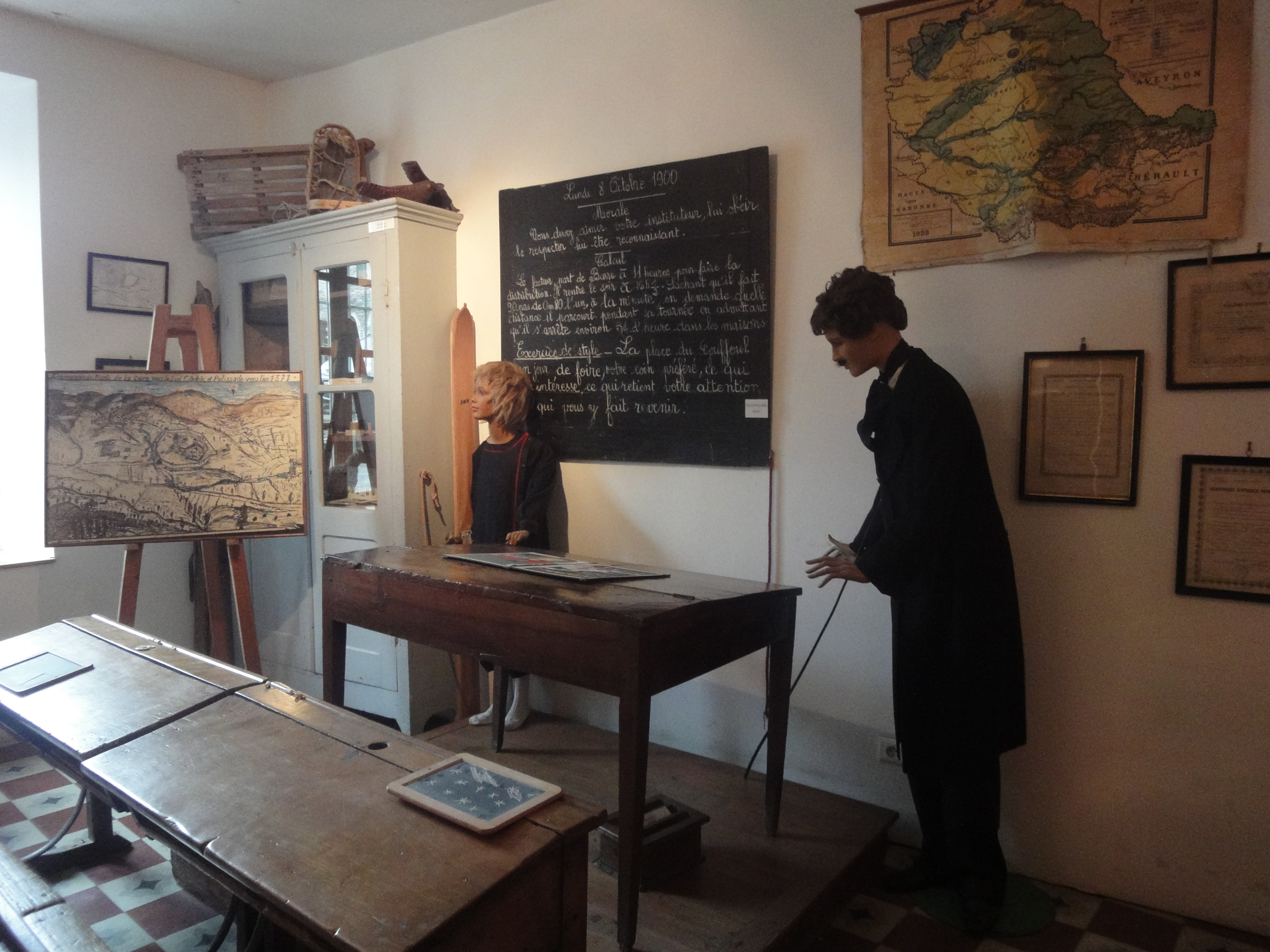
Musée du vieux Lacaune

### Personnalités liées à la commune
- François Bonnaffé (1723, † 1809 à Bordeaux) est devenu un des principaux armateurs de Bordeaux, à la veille de la Révolution.
- Daniel Moziman (1763 à Moudon, † 1843), pasteur de Lacaune de 1792 à 1842.
- Jean-François de Cariés de Senilhes, (1798, † 1862 à Bordeaux), général français.
- Jean-Henri Dissiton de Gazel-Larambergue, (1808, † 1883), botaniste français né à Lacaune.
- Joseph Terral, (1749, † 1837), membre de la Convention entre 1793 et 1795, après la démission de Daubermesnil.
- L'enfant sauvage de l'Aveyron, capturé pour la première fois par des chasseurs sur la commune de Lacaune en 1798, puis repris en Aveyron et élevé par le docteur Itard. C'est son histoire qui a inspiré le film de François Truffaut.
- Pierre Léon Bouisset, (1824, † 1900 à Montpellier), élève de Saint-Cyr (promotion d'Isly 1843-1845), officier, auteur de La Galette, chant traditionnel des élèves officiers. Il a écrit Les légendes des Monts de Lacaune (1880).

### Héraldique
| Blason de Lacaune | Les armes de Lacaune se blasonnent ainsi : de gueules, à un veneur sonnant du cor d'argent, tenant en laisse de sa main sénestre deux limiers de même. |